# Ernst August Pech
Ernst August Pech (* 18. August 1788, anderes Jahr 1784 in Hochkirch/Oberlausitz; † 1. Januar 1863 in Dresden) war ein deutscher Mediziner und Hochschullehrer.

## Leben
Ernst August Pech besuchte das Gymnasium in Budissin (heute: Philipp-Melanchthon-Gymnasium Bautzen) und hielt dort als Schüler bereits 1805 einen lateinischen Vortrag, in dem er zu zeigen versuchte, daß unter den Erfindungen des vorigen Jahrhunderts die Kuhpockenimpfung unstreitig die wohlthätigste sei.
Nach Beendigung des Gymnasiums studierte er am Collegium medico-chirurgicum in Dresden. 
Nach seinem Studium wurde er am 25. September 1806 der erste Feldchirurg, bis dahin war die Bezeichnung Feldscher üblich, der sächsischen Armee und nahm unter anderem im Infanterieregiment „Niesemeuschel“ an der Schlacht bei Wagram teil. Darauf hielt er sich vier Monate in Preßburg auf und führte in Stellvertretung des kranken Regimentsarztes das Hospital seines Regiments nach Torgau zurück. Bald nach seiner Rückkehr 1811 wurde er Pensionärchirurg. 
Er erhielt 1812 eine Anstellung als Prosektor am Collegium medico-chirurgicum und rettete 1813, während der Schlacht um Dresden, die kostbare anatomische Sammlung, die er in das neue Gebäude am Zeughof brachte.
1815 erhielt er eine zusätzliche Anstellung in der Chirurgisch-medizinischen Akademie, als diese sich gründete, und erteilte dort den theoretischen und praktischen Anatomie-Unterricht.
1817 begab er sich auf eine wissenschaftliche Reise durch Deutschland, England und Frankreich, die ihm Gelegenheit zum Studium der Veterinärmedizin gewährte.
Er promovierte 1819 in Würzburg mit einer Arbeit mit dem Titel Osteosarcoma ejusque speciei insignis desciptio; adjuncta est de cura hernniarium per ligaturam radicali tractatiunoula.
Im darauffolgenden Jahr erfolgte seine Berufung auf eine Professur der Tierheilkunde an der Tierarzneischule, die der Chirurgisch-medizinischen Akademie angegliedert war, und wechselte 1826 in die Professur für Chirurgie und Augenheilkunde in der Chirurgischen Klinik an der Akademie selbst; später wurde er Direktor der Chirurgischen Klinik.
Mit Beginn der 1830er Jahre erteilte er Unterricht über Augenkrankheiten, der zum regelmäßigen öffentlichen Vorlesungsbestandteil der Speziellen Chirurgie an der Akademie wurde.
Erstmals 1830 und seit 1841 regelmäßig hielt Pech auf öffentliche Kollegs über Gehörkrankheiten, womit er einer beginnenden Verselbständigung der Otologie Rechnung trug.
Er war Mitglied der medizinischen Prüfungs- und Beratungsbehörde.
Er gehörte zu jenen Professoren der Chirurgisch-medizinischen Akademie, die zugleich auch im Dienst des sächsischen Militärs standen, und war Oberarzt an der königlichen Militär-Bildungsanstalt.
Als er starb, führte der Generalstabsarzt August Friedrich Günther die Klinik weiter, der diese bereits während der Erkrankung von Ernst August Pech übernommen hatte.

## Ehrungen und Auszeichnungen
- Ernst August Pech wurde zum königlich sächsischen Hofrat ernannt.
- 1849 verlieh ihm der König Friedrich August II. das Ritterkreuz des königlich sächsischen Verdienstordens.
- Am 25. September 1856 verlieh ihm König Johann das Komturkreuz 2. Klasse des Albrecht-Ordens.[4]

## Mitgliedschaften
Er war Mitglied der Freimaurerloge Zu den drei Schwertern und Astäa zur grünenden Raute.

## Schriften (Auswahl)
- Osteosacoma, eiusque speciei insignis descriptio : Adiuncta est de cura herniarum per ligaturam radicali tractatiuncula. Würzburg 1819.
- Nonnulla de talipedes vari et valgi causa prolusio: qua pro rite adeundo munere professoris in Academia chirurgico-medica Dresdensi die 28 Januari 1828. hora quarta pomeridiana. Dresdae: Ex officina aulica C.C. Meinholdi, 1828.
- Auswahl einiger seltner und lehrreicher Fälle, beobachtet in der chirurgischen Klinik der chir.-med. Akademie zu Dresden. Dresden, 1858.
- Augenheilkunde, Ophthalmologie.